# Emil Manicus
Emil Manicus (født 8. maj 1823, død 16. maj 1904) var en dansk doktor i filologi, der var chefredaktør for Berlingske Tidende.
Efter studentereksamen i Rendsborg læste Emil Manicus filologi ved Christian-Albrechts-Universität zu Kiel, hvorfra han i 1846 fik doktorgraden. Han virkede efterfølgende som lærer i Slesvig.
I 1864 rejste han til København og blev medarbejder ved Berlingske Tidende, som han fra 1873 var chefredaktør for. Han bestred stillingen til 1896, men fortsatte til sin død med at skrive i avisen.
I 1886 blev han ridder af Dannebrog og i 1894 Dannebrogsmand.